# Wydział Stosunków Międzynarodowych Uniwersytetu w Białymstoku
Wydział Stosunków Międzynarodowych Uniwersytetu w Białymstoku – jeden z piętnastu wydziałów Uniwersytetu w Białymstoku.

## Historia
Wydział powstał w 2023 roku, wskutek podzielenia Wydziału Historii i Stosunków Międzynarodowych na wydziały: Historii oraz Stosunków Międzynarodowych.

## Kierunki kształcenia
Dostępne kierunki:
- Stosunki międzynarodowe (studia I i II stopnia)

## Władze Wydziału
W kadencji 2024–2028:
| Stanowisko                           | Imię i nazwisko           |
| ------------------------------------ | ------------------------- |
| Dziekan                              | dr hab. Adam R. Bartnicki |
| Prodziekan ds. studenckich           | dr Paweł Szadkowski       |
| Prodziekan ds. rozwoju i kształcenia | dr Artur Konopacki        |

## Struktura organizacyjna
| Katedra                                                            | Kierownik                          |
| ------------------------------------------------------------------ | ---------------------------------- |
| Katedra Amerykanistyki i Dyplomacji                                | prof. dr hab. Halina Parafianowicz |
| Katedra Badań Wschodnich i Międzynarodowych Stosunków Politycznych | prof. dr hab. Wojciech Śleszyński  |
| Katedra Polityki Międzynarodowej i Bezpieczeństwa                  | prof. dr hab. Eugeniusz Mironowicz |